# 長慶会盟
長慶会盟（ちょうけいかいめい）は、821年（唐長慶元年、吐蕃彝泰7年）に中国の唐朝とチベットの吐蕃の間に結ばれた会盟。会盟の内容から甥舅和盟とも証される。

## 概要
821年（長慶元年/彝泰7年）10月、唐朝の都城であった長安において唐朝は丞相である崔植・王播・杜元穎等17人、吐蕃は礼部尚書である論訥羅の間で会盟が成立、翌年5月には唐朝は専使として大理卿である劉元鼎以下の使節を吐蕃に派遣、吐蕃の鉢闡布·勃闌伽允丹を首班とする官員により邏些東郊で会盟を行った。
会盟後は吐蕃は使節を劉元鼎に随行させ長安に派遣、また別に使節を大夏川（現在の甘粛省大夏河）に派遣、東道将領100余名に盟文を発表し、盟約を厳守することを要求した。

## 唐蕃会盟碑
823年（長慶3年/彝泰9年）、唐蕃両国は会盟の内容、参加使節名及びその経緯を刻字した石碑を、唐蕃国境の日月山（ニンダーラ、グング・メル山）、そして両国の都城である長安とラサ(邏些)の3箇所に設置された。長安及び日月山の石碑は失われたが、邏些に設置されたものは現在のチベット自治区ラサ市大昭寺に現存している（唐蕃会盟碑）。
碑文では、中国語では「大唐」「大蕃」、チベット語では「大中国(rgya chen po)」「大チベット(bod chen po)」等と明記され、両国が対等の立場で和平条約を締結し、国境について合意した旨が記されている。あるいは{中国語では「和同為一家」、チベット語ではとし、}中国語では「社稷を一にせんと商議し（商議、社稷如一）」チベット語では、「国政を一つにしようと相談し(chab srid gcIg du mol nas)」、今後については、「蕃漢二國」すなわち「チベットと中国の二国（bod rgya gnyis)」が、相互に国境を犯すことなく、また兵を用いないことが強調されている。
条文には、
| 大唐文武孝徳皇帝與大蕃聖神贊普 舅甥二主商議、社稷如一、結立大和盟約、永無淪替、神人倶以證知、世世代代使其稱讚、是以盟文節目題之於碑也。 |

| チベットの大王・化身せる神ツェンポと中国の大王・中国の君主フワンティ(皇帝)の甥舅二者は、国政を一つにしようと相談し、大講和をなさったそのことは、重大であり如何なる時も変わることなく、全ての神と人が知って証人となって、生々世々かたり伝えるようにするその為に、講和の大要を石碑に書いたのである。 |

| 今蕃漢二國所守見管本界、已東悉爲大唐國疆、已西盡是大蕃境土、彼此不爲寇敵、不擧兵革、不相侵謀、封境或有猜阻捉生、問事訖、給以衣糧放歸、今社稷叶同如一、爲此大和 |

| チベット(bod)・中国(rgya)の二国は現在支配している国土と境界を守り、その東方の全ては大中国の国土、西方の全ては正しく大チベットの国土で、これよりは互いに敵として争わず、軍勢を動員せず、国土を侵犯せず、信頼できぬことがあれば、人を捕らえて取り調べ、釈放して国外に送還すべし。今、国政を同じくし、大講和をこのようになさることにより |

| 然 舅甥相好之義善誼、毎須通傳、彼此驛騎一往一來、悉遵曩昔舊路、蕃漢並於將軍谷交馬、其綏戎柵已東、大唐祗應、清水縣已西、大蕃供應、須合 舅甥親近之禮、使其兩界煙塵不揚、罔聞寇盗之名、復無驚恐之患、封人撤備、郷土倶安、如斯樂業之恩垂於萬代、稱美之聲遍於日月所照矣、蕃於蕃國受安、漢亦漢國受樂、茲乃合其大業耳 |

| 甥・舅は喜びの書簡をも往来させるべきであり、相互の使者の往来も、古い街道に生じて、昔のしきたり通りに、チベット・中国 二国の間の将軍谷にて馬を乗り換え、ツェシュンチェク（綏戎柵）にて中国と接する下流側は中国が供応する。ツェンシュヒェン（清水県）にてチベットと接する上流側は、チベットが供応して、甥舅の二者は近くて縁戚である状況のごとくに奉仕と尊敬の流儀があるように案配して、二国の間には戦争は起こらない。突発的な憎悪や対立の名を聞くこともなく、国境を守る者までも疑い、恐れることはなく、それぞれの土地、寝床でのんびりと、安らかに暮らして、幸せの大恩は万代の間にいたり、賛嘆の声は日月が到達したその上にゆきわたって、チベット人はチベット国にて安らかに、中国人は中国にて安らかにするという偉大なる政事を整えてから |

などと記されている。
チベット亡命政権情報国際関係省の訳文では、
| チベットおよび唐は、現在の国境を遵守すべし。国境の東はすべて大唐帝国に、西は大チベット帝国に帰す。これより後、いずれの国も兵を挙げて隣地を侵してはならない。 |

とある。
中華人民共和国はこの条文の解釈を以下のように解釈し、チベット併合の根拠にしている。
| チベット人と漢人は、双方の皇室による通婚と同盟を通し、政治面では友好的な姻戚関係を固め、経済・文化の面でも緊密な関係を結び、統一国家建設にむけて堅固な基盤を築いた。 |

このような中国側の解釈に対して、チベット亡命政府などは、まったくのでたらめであるとして反発し、唐と吐蕃は、それぞれ別の国として記載されていることを強調している。

## 三国会盟
山口瑞鳳やハンガリーのJ・セルブらは1980年代にこの長慶会盟締結のときに、ウイグル帝国とチベット帝国との間にも講和が結ばれたとする仮説を提唱した。その後、森安孝夫がパリで敦煌文書の断片ペリオ3829番に「盟誓得使三国和好」という文言を発見した。また中国の李正宇がサンクトペテルブルクで敦煌文書断片Dx.1462から同様の内容の記録を発見し、三国会盟が締結されていたことが明らかになってきている。
これらの研究を総合すると、820年代当時の唐・チベット・ウイグルの国境は、清水県の秦州や天水と、原州をむすぶ南北の線が、唐とチベットの国境線であった。また、東西に走るゴビ砂漠が、ウイグルとチベットとの国境であった。
なお、ゴビ=アルタイ東南部のセブレイに、ウイグル語、ソグド語、漢文の三言語で記されたセブレイ碑文が現存しているが、森安は、このセブレイ碑文を、ウイグル側が三国会盟を記念して、建立したとしている。